# Temnosira reducta
Temnosira reducta är en tvåvingeart som beskrevs av Merz och Masahiro Sueyoshi 2002. Temnosira reducta ingår i släktet Temnosira och familjen prickflugor. Inga underarter finns listade i Catalogue of Life.